# Landschaftsschutzgebiet Hilgenland

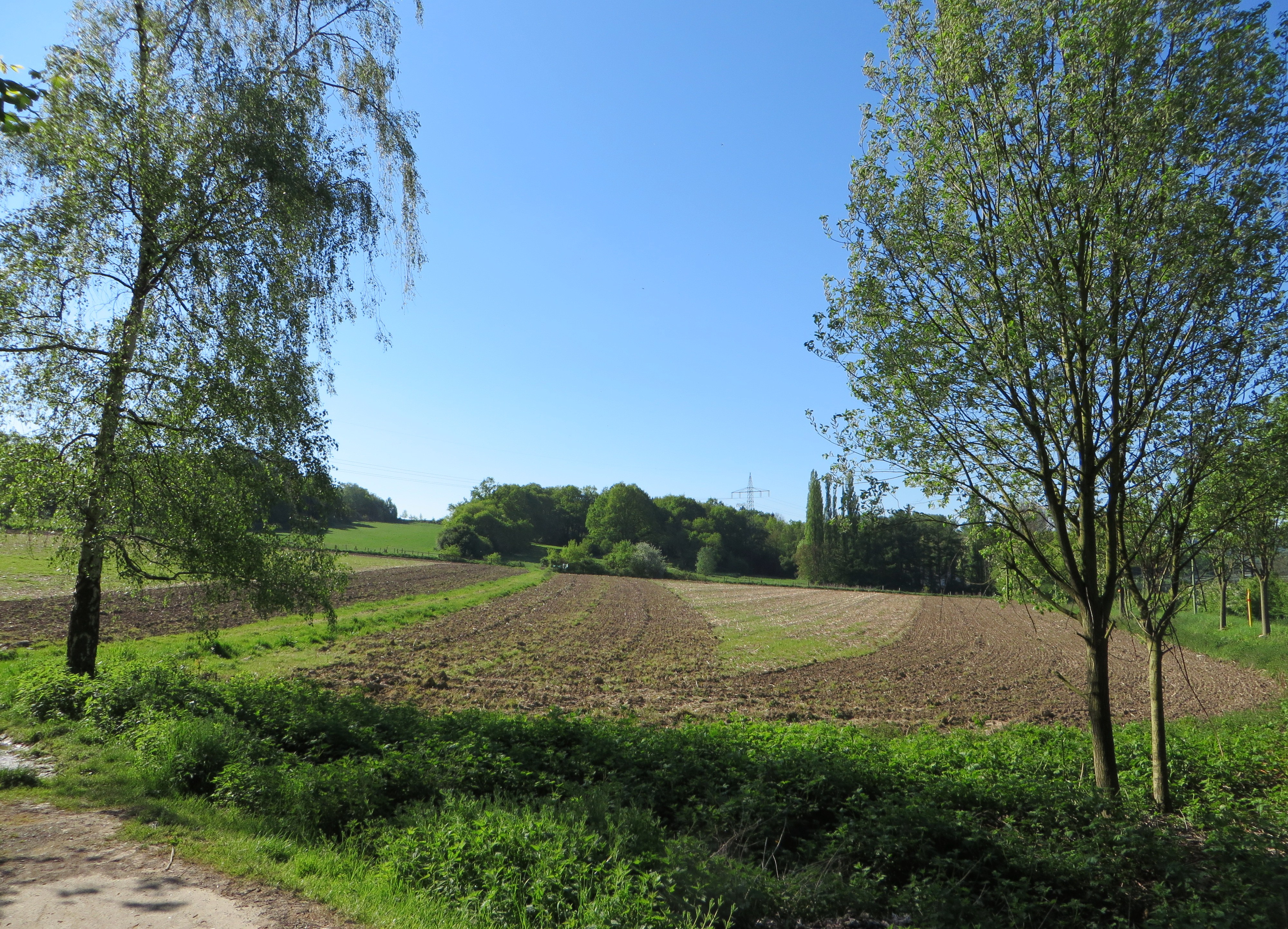
Landschaftsschutzgebiet Hilgenland

Das Landschaftsschutzgebiet Hilgenland mit einer Flächengröße von 39,19 ha befindet sich auf dem Gebiet der kreisfreien Stadt Hagen in Nordrhein-Westfalen. Das Landschaftsschutzgebiet (LSG) wurde 1994 mit dem Landschaftsplan der Stadt Hagen vom Stadtrat von Hagen ausgewiesen.

## Beschreibung
Das LSG in Hagen-Boele ist im Osten und Süden von bebauten Bereichen umgeben. Im Westen grenzt eine Bahntrasse an und im Norden die A 1. Im LSG liegen hauptsächlich landwirtschaftlich genutzte Flächen.

## Schutzzweck
Laut Landschaftsplan erfolgte die Ausweisung „wegen der Vielfalt, Eigenart und Schönheit des Landschaftsbildes, insbesondere in seiner Funktion als bäuerliche Kulturlandschaft mit ökologisch wertvollen Biotopstrukturen (Flurhecken, Gehölzbestände u.a.) und  wegen seiner besonderen Bedeutung als stadtnaher Erholungsraum für die Stadtteile Boele und Boelerheide“.